# Eliáš II. z Maine
Eliáš II. z Maine (francouzsky Élie II d'Anjou, 1115? – 15. ledna 1151 Tours) byl pravděpodobně krátce hrabětem z Maine. Pocházel z rodu Château-Landonů a byl vězněm svého staršího bratra Geoffroye.

## Život
Eliáš byl mladším synem Fulka V. z Anjou a jeho první choti Ermengardy, dědičky hrabství Maine. Oženil se s Filipou, dcerou Rotroua z Perche a vnučkou Jindřicha Beauclerca. Zdá se, že se Eliáš měl stát otcovým nástupcem v Maine a starší bratr Geoffroy jeho nárok ignoroval, což vedlo Eliáše ke vzpouře. Roku 1145 byl Geoffroyem zajat a uvězněn v Tours. Podle kronikáře Jana z Marmoutier byl z vězení sice po několika letech propuštěn, od bratra získal titul hraběte, ale krátce poté v důsledku choroby zemřel.